# AM²
Az AM² (az Animation, Manga, and Music rövidítése) háromnapos animetalálkozó volt, melyet az anaheimi Anaheim Convention Center épületében tartottak meg 2011 és 2012 nyarán.

## Programjai
Az AM² által kínált tartalmak felölelték az animetalálkozókra jellemző rendezvényeket, illetve néhány kevésbé megszokottat is. Hagyományosabb tartalmaik között szerepeltek a koncertek, kosztüm és tehetségkutató versenyek, több kisebb cosplayrendezvény, AMV-verseny, kiállító terem, „előadói sarkok”, díszvendég és rajongói panelek, műhelyek, videovetítések, asztali és konzolos játékok, karaoke, játékterem, illetve késő esti tánc. A kevésbé megszokott eseményeik közé tartozott a nyári fesztivál, a maid café és a World Cosplay Summit selejtezőköre.

## Története
2010 áprilisában Mano Erina J-pop-idol bejelentette, hogy az Anime Expo vendége lesz, ahol világpremierként bemutatják első színészi munkáját, a Kaidan sin mimibukuro kaikit. Amikor az AX lefújta a megjelenését, akkor egy alternatív rendezvényt hoztak létre a közeli Club Nokia épületében. A premiert az Anime Expótól kirúgott PR és marketingvállalkozó, illetve a rendezvényt különböző okok miatt otthagyott személyek szervezték.
Az énekesnő megjelenésén kívül több egyéb érdekességet is rendeztek. A kibővített rendezvényt Club 2 the Max névre keresztelték, utalva a választott helyszín nevére. Az esemény további érdekességei között volt egy maid café, az X Japan jótékonysági koncertje és videóklip forgatása, illetve a Power Rangers szereplőinek autogramosztása is. A Club 2 the Maxet (vagy MAX-et) kifejezetten sikeresnek bizonyult az anyagi támogatóik számára, akik úgy döntöttek, hogy tovább finanszírozzák azt, éves rendezvénnyé bővítve ki azt. A szervezők 2010 novemberében bejelentették, hogy AM²-re cserélték az esemény nevét.
Az AM² első kiadását 2011. július 1-je és 3-a között rendezték meg az Anaheim Convention Centerben, az Anime Expo egyik korábbi helyszínén. A rendezvényen több, mint 8000 látogató volt jelen annak ellenére, hogy annak kezdete előtt egy hacker feltörte az esemény weboldalát, értesítve annak látogatóit a találkozó lefújásáról. Az AM² 2012. június 15-e és 17-e között következő kiadását is itt tartották meg több, mint 14 000 látogató előtt.
A találkozót 2013-ban határozatlan időre elhalasztották.
| Dátum               | Helyszín                          | Látogatószám | Vendégek |
| ------------------- | --------------------------------- | ------------ | --- |
| 2011. július 1–3.   | Anaheim Convention Center Anaheim | 8000+        | JB Blanc, Gashicon, heidi., Kanon An, Vakesima Kanon, kanonxkanon, Neil Kaplan, Katabucsi Szunao, Reuben Langdon, Marujama Maszao, Kazha, Sadie, Scandal, Simogasza Miho, Sixh., Steve Staley, Icsijanagi Sinobu Jamasita Akihito |
| 2012. július 15–17. | Anaheim Convention Center Anaheim | 14 000+      | Quinton Flynn, Kavamoto Tosihiro, Andrea Libman, Kazha, Nagahama Hirosi, Putumayo, Sixh., Icsijanagi Sinobu, Tara Strong |